# Nulcouponobligatie
Een nulcouponobligatie of zero coupon bond is een obligatie zonder coupons, die dus geen interest uitbetaalt. De houder van een nulcouponobligatie heeft het recht om één enkele uitbetaling te ontvangen, gewoonlijk een vooraf gespecificeerde som geld op een nader gespecificeerd moment in de toekomst - dat gewoonlijk samenvalt met de einddatum van de obligatie. De uitgifteprijs van een nulcouponobligatie is om die reden meestal lager dan de nominale waarde, het bedrag dat de uitgever op de einddatum (c.q. vervaldatum) uitkeert. Deze korting vormt alsnog een impliciete rentevergoeding voor de obligatiehouder. Het tegengestelde komt ook voor. De Duitse staat heeft vanaf 2019 nulcouponobligaties uitgegeven met een uitgifteprijs hoger dan de nominale waarde. De uitlener ontvangt dan aan het einde van de looptijd een lagere uitkering dan de initiële investering. 
In Nederland is de uitgifte lange tijd verboden geweest; rond 1985 is de wetgeving op dit punt aangepast waardoor uitgifte van deze obligaties mogelijk werd.
Soms zijn nulcouponobligaties geïndexeerd voor inflatie zodat de aan de obligatiehouder uitgekeerde vergoeding dusdanig is berekend om dezelfde koopkracht van de vergoeding te behouden in plaats van een vooraf vastgesteld vast bedrag. Het merendeel van de nulcouponobligaties betaalt een vastgesteld bedrag, de zogenaamde nominale uitkering.
Nulcouponobligaties kunnen zowel lange- als kortetermijninvesteringen zijn. Langetermijnnulcouponobligaties hebben gewoonlijk een einddatum van tussen de tien en vijfentwintig jaar. De obligaties kunnen tot de einddatum worden aangehouden of tussentijds op de secundaire obligatiemarkten worden verkocht.

## Waardering
De huidige waarde van een nulcouponobligatie die over n perioden vervalt kan worden uitgedrukt in termen van de marktrente i:
{\displaystyle \mathrm {Contante~waarde} ={\frac {\mathrm {Nominale~waarde} }{{(1+i)}^{n}}}.}
Omgekeerd kan een nulcouponobligatie worden beschouwd als een rentedragend instrument; als de contante waarde en nominale waarde gegeven zijn (contante waarde = nominale waarde - korting bij verkoop), dan is de (impliciete) rentevoet:
{\displaystyle i={\sqrt[{n\,}]{\frac {\mathrm {Nominale~waarde} }{\mathrm {Contante~waarde} }}}-1.}
Koopt men bijvoorbeeld een obligatie voor €50, die over tien jaar €100 uitkeert, dan is de jaarlijkse rentevoet zo'n 7%:
{\displaystyle i={\sqrt[{10\,}]{\frac {\mathrm {100} }{\mathrm {50} }}}-1\approx 0{,}07.}

## Obligatiestrip
Nulcouponobligaties kunnen tot stand komen door het opdelen van een reguliere obligatie (een obligatie met coupons): de hoofdsom (de mantel) en elk van de coupons worden dan afzonderlijk verhandelde nulcouponobligaties. Deze opdeling heet Separate Trading of Registered Interest and Principal Securities (STRIPS); elke obligatie die aldus tot stand komt uit de mantel of uit de coupons wordt een strip genoemd. Zoals gebruikelijk voor nulcouponobligaties worden de strips met korting verkocht.
De eigenaar van de afgescheiden interestcoupons kan elk jaar gedurende de looptijd van de oorspronkelijke obligatie de interest innen. Financiële instellingen kunnen dergelijke coupons samenvoegen om jaarlijks, gedurende resterende looptijd van de oorspronkelijke obligatie, een eindwaarde te bereiken die gelijk is aan de hoofdsom van de oorspronkelijke obligatie.
Omdat de eigenschappen van nulcouponobligaties eenvoudige formules opleveren en omdat obligaties met coupons op de zojuist beschreven wijze tot nulcouponobligaties zijn te reduceren, zijn ze een geliefd onderwerp van studie voor de financiële economie.